# Nemzetközi Vadászati és Vadvédelmi Tanács
A Nemzetközi Vadászati és Vadvédelmi Tanács (angolul: International Council for Game and Wildlife Conservation franciául: Conseil International de la Chasse et de la Conservation du Gibier, rövidítve: CIC) saját magát politikailag független, nonprofit tanácsadó testületként határozza meg. Kormányok és természetvédő szervezetek munkáját segíti a természeti erőforrások megőrzésében és fenntartható használatuk biztosításában.
A CIC-t 1928-ban alapították és ekkortól kezdve tett szert nemzetközi elismertségre mint a vadvilág megőrzése érdekében tevékenykedő különleges tanácsadó szervezet. A CIC tagsága 32 kormányból, egyetemekből, civil szervezetekből (NGO) valamint magánszemélyekből és tudományos szakértőkből áll. Az előbbi tagság összesen több mint 80 országból kerül ki. Ez a tudásalapú hálózat ajánlásokat fogalmaz meg, tudományos konferenciákat szervez és a vadvilág megőrzéséhez és fenntartható hasznosításához kapcsolódó programokat támogat. Negyven ország nemzeti delegációi gondoskodnak a CIC helyi tevékenységeiről. Hosszú léte során a CIC jelentős eredményeket ért el a veszélyeztetett fajok védelme területén, mint pl. a vándorsólyom, a thaki vadló, a houbara túzok esetében és tovább küzd a szajga vagy tatárantilop és a bukharai szarvas megőrzése érdekében.

## Története
Az a gondolat, hogy szükség lenne egy a vadászattal és a vadgazdálkodással foglalkozó nemzetközi szervezet alapítására, először 1910-ben fogalmazódott meg a Bécsi Vadászati Kiállítás alkalmával. Ezt az ötletet 1926-ban Prof. Antonin Dyk vetette fel ismét. A javaslatból cselekvés a Maxime Ducrocq francia jogász, gróf Károlyi Lajos gróf Rudolf Colloredo Mannsfeld és gróf Pálffy Pál munkájanak köszönhetően lett eredmény. Ők szerveztek 1928 novemberében nemzetközi konferenciát Érsekújvárban (Nové Zámky, ma Szlovákia) azzal a céllal, hogy megvitassák egy nemzetközi vadászati szervezet alapításának lehetőségét. Számos megbeszélésre Károlyi gróf tótmegyeri (Palárikovo) birtokán került sor. A konferencia eredménye az Érsekújvári deklaráció lett, amely felhívás volt egy nemzetközi vadászati tanács megalapítására "Nemzetközi Vadászati Tanács" (Conseil International de la Chasse) névvel, valamit létrehozott egy bizottságot, ami e szervezet alapító okiratát dolgozta ki. A CIC első, alapító közgyűlésére Párizsban, 1930-ban ez alapján került sor.

## Magyarországi kapcsolatai
A CIC Adminisztratív Irodája Budakeszin található a Pilisi Parkerdőgazdaság területén (2092 Budakeszi, Telki út)
A tótmegyeri Károlyi kastélyban a CIC Múzeuma található